# Circo en México

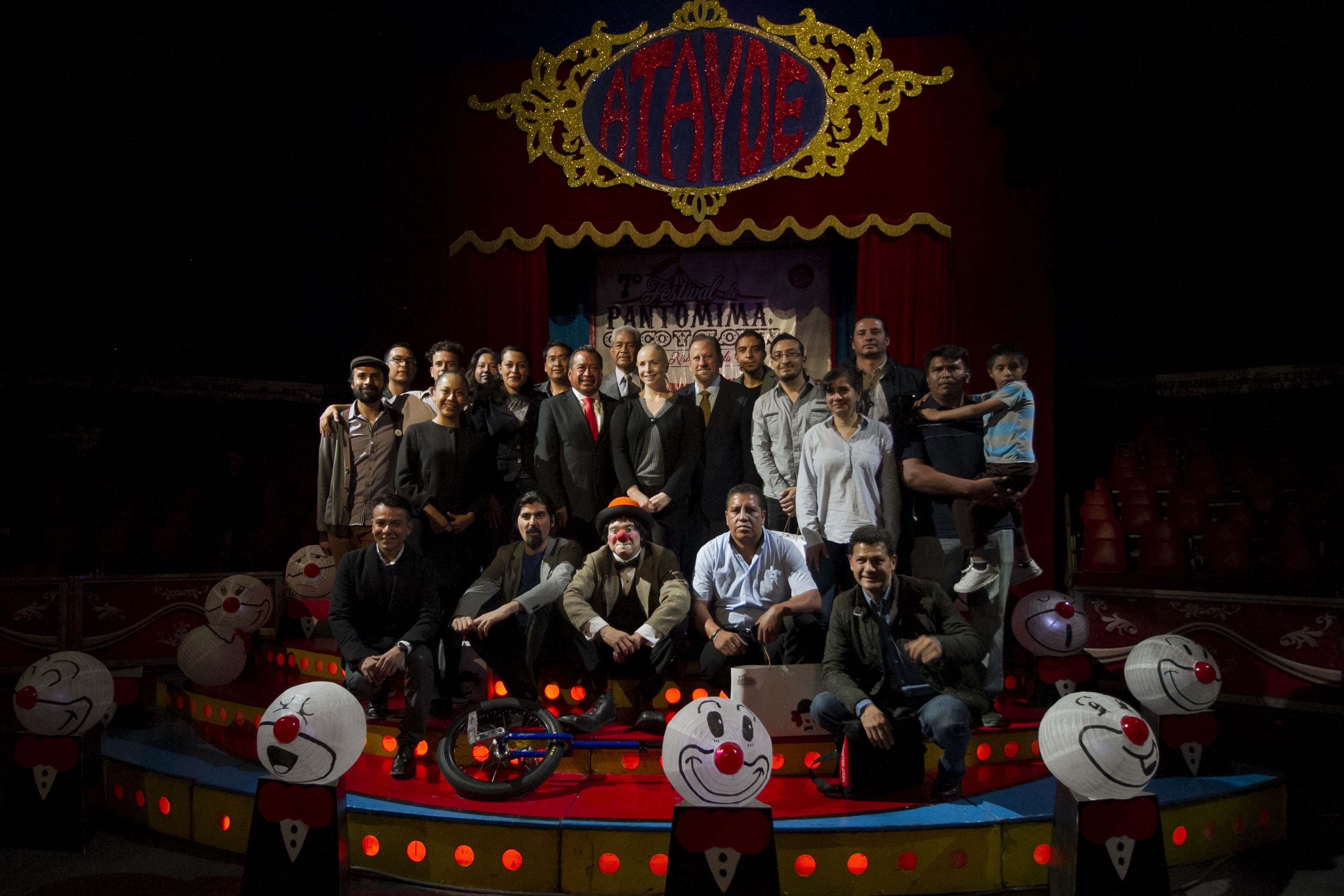
Festival Pantomima 2016 en la Ciudad de México.

El circo es un espectáculo que se lleva a cabo en un recinto cubierto por una carpa, con animales exóticos, silvestres y/o de granja, para beneplácito de los espectadores, donde actúan malabaristas, payasos, equilibristas, animales amaestrados, etc. El circo en México se remonta hasta la época prehispánica, la gente admiraba exhibiciones o rituales donde se admiraba la destreza y agilidad humana. Posteriormente, con la influencia de la cultura europea, estas exhibiciones fueron evolucionando. El circo es un arte internacional; aunque su principal desarrollo se dio en Europa en el siglo XV hasta el siglo XXI.

## Primeros actos
Los primeros actos circenses que se apreciaron en México tenían origen español. Estos actos se llevaban a cabo en espacios públicos como plazas y es por esto que se le conocía como “circo del pobre” o maroma. Una función de maroma en el siglo XVII y hasta mediados del siglo XVIII era una exhibición que incluía a un funambulista (hoy conocido como alambrista), malabaristas, contorsionistas y algún animal exótico que causaba admiración en la sociedad virreinal. La maroma es calificada como el "circo pobre", ya que era el espectáculo con el que se divertían las clases más humildes. A la vez, la maroma señalada como una expresión artística antecedente al circo ecuestre europeo. Fue hasta el año 1808 cuando el inglés Philip Lailson, padre del circo moderno, anunció su llegada a la Ciudad de México. Este espectáculo incluía innumerables europeos con habilidades acrobáticas, gimnásticas y equilibristas.

## Circo ecuestre en México
El 4 de enero del año 1809 nació el circo moderno en la Ciudad de México, 40 años después de su inicio en Inglaterra y 16 años después de iniciarse en los Estados Unidos. Philip Lailson fue el primero en traer a México su "Real Circo de Equitación" con ejercicios ecuestres semejantes a los que se ejecutaban en Europa. Este suceso fue osado ya que Lailson llevó su circo a México en un momento donde la situación política del país no era la oportuna; las ideas independentistas se expandían por Nueva España. Es por eso que Lailson no regresó a la Ciudad de México.
En el año 1831, México recibió el segundo circo ecuestre extranjero, bajo la dirección de Charles G. Green. Este circo se quedó por una temporada en México y se presentó en la plaza de toros de la Alameda.

## Circo mexicano
El circo se estableció como una de las diversiones más populares en el siglo XIX. En el año 1841 nació el primer espectáculo de circo mexicano, “El Circo Olímpico” de José Soledad Aycardo, el cual duró 25 años en escena. Sin embargo, el circo europeo era el más atractivo. Una de las compañías de circo americana más emblemáticas fue el Circo Beas. Este transportaba 300 artistas por ferrocarril por nuestro país, gracias al regalo de Pancho Villa al dueño del circo en el año 1915, ya que el circo ofrecía entretenimiento gratuito a los revolucionarios.
El circo mexicano con mayor tradición en México y mayormente conocido en el mundo es el  Circo Atayde Hermanos que tuvo su origen el 26 de agosto del año 1888. Después de diversos altercados durante la revolución mexicana, la compañía salió de gira para presentar los actos de artistas mexicanos en Sudamérica e incluso Europa. Fue hasta el año 1946 cuando el circo volvió a su ciudad natal. Hoy en día el circo, con sede en la Ciudad de México, presenta a artistas nacionales como extranjeros, y exige a los artistas mayor talento, ya que la exhibición de animales en espectáculos circenses está prohibida.
El 9 de diciembre del año 2014, la Cámara de Diputados de México aprobó la reforma a la Ley General de Vida Silvestre, la cual prohíbe la exhibición de animales, tales como felinos, elefantes o primates, en espectáculos en todo el país, particularmente en circos. Muchos representantes del circo en México, han declarado que este hecho se trata de un atentado a la cultura circense, que ha venido desarrollando desde hace más de dos siglos. Los dueños de los circos se vieron obligados a reubicar a los animales usados en los espectáculos. Esto significó un problema ya que la nueva ley no contemplaba la creación de refugios para los animales ya presentes en los circos, ni obligaba a las instituciones gubernamentales a protegerlos. Se estima que el 80% de los animales murió en los seis meses posteriores, pero la verdad es que, la reforma a la ley no obliga a los empresarios circenses a deshacerse de los animales, sino que solo prohíbe su exhibición, por lo que el gobierno dio a los cirqueros opciones y un plazo de dos años para asegurar el buen destino de los animales a través de la donación de sus ejemplares, incluso habiendo reservas naturales internacionales dispuestas a recibirlos en donación, pero los empresarios circenses no las tomaron en serio y se confiaron en que con un amparo revertirían la prohibición, por lo que el tiempo concluyó y los cirqueros decidieron abandonar a su suerte a sus animales, para evitar la multa.